# BRP Teotimo Figoracion
Le BRP Teotimo Figoracion (PC-389) est le dix-huitième patrouilleur côtier de la classe Jose Andrada de la marine philippine. Il fait partie du lot II de sa classe, commandé par l’intermédiaire des ventes militaires à l’étranger (FMS) des États-Unis en 1993, et a été mis en service par la marine philippine en 1996,. Il a d’abord été désigné comme Fast Patrol Craft, et a été numéroté « DF-389 », mais plus tard, il a été redésigné comme une canonnière de patrouille, et a été renuméroté « PG-389 ». Une autre reclassification a été effectuée en avril 2016, qui l’a finalement redésigné comme le patrouilleur côtier « PC-389 ».

## Conception
En 1989, les Philippines ont passé une commande de 4 patrouilleurs rapides à Trinity-Equitable (anciennement Halter-Marine Equitable) pour 9,4 millions de dollars. Le premier des quatre navires, arrivé le 20 août 1990, a été nommé BRP Jose Andrada. Il a été nommé d’après Jose Andrada, qui était l’un des premiers officiers de la patrouille offshore du gouvernement du Commonwealth des Philippines. Les Philippines ont commandé un navire supplémentaire en avril 1990 et trois navires supplémentaires en août 1990. En mars 1993, onze autres navires ont été commandés. Au total, 22 navires ont été acquis par la marine philippine jusqu’en 1999.
Le navire a été construit selon les normes de la Garde côtière américaine avec une coque et une superstructure en aluminium. Il est propulsé par deux moteurs Diesel Detroit Diesel Corporation 16V-92TA d’une puissance combinée d’environ 2800 ch, entraînant deux hélices et donnant une vitesse maximale de 28 nœuds (52 km/h). L’autonomie maximale est de 1200 milles marins (2200 km) à 12 nœuds (22 km/h) ou de 600 milles marins (1100 km) à 24 nœuds (44 km/h).
Le navire était conçu à l’origine pour transporter un canon de 40 mm Mk.3, un mortier de 81 mm à l’arrière et quatre mitrailleuses de 12,7 × 99 mm OTAN (calibre .50),. Au lieu de cela, il est armé d’un chain gun M242 Bushmaster de 25 mm sur un affût Mk.38 Mod.0, de quatre mitrailleuses Browning M2HB de calibre 12,7 mm sur des affûts Mk.26, dont deux positionnées à l’avant et deux à l’arrière, et de deux mitrailleuses M60 de 7,62 × 51 mm OTAN (calibre .30), toutes deux montées au milieu du navire. Le navire peut transporter 4000 cartouches de 12,7 mm et 2000 cartouches de 7,62 mm. De grandes jumelles « Big Eyes » sont également transportées sur des supports trépied, l’un sur le gaillard d'avant et l’autre juste au-dessus du mât. Faisant partie du deuxième lot (PG-379 à PG-395), il est équipé d’un chain gun M242 Bushmaster Mk.38 Mod.0 de 25 mm que le premier lot de navires ne transporte pas,,.
Le patrouilleur est équipé d’un radar de recherche et de navigation de surface Raytheon AN/SPS-64(V)11, mais avec une antenne plus petite que celles utilisées sur les plus grands navires de la marine philippine,. Comme tous les autres navires de la marine philippine, il a été équipé du système de suivi des navires de la marine philippine (VTS) par le Naval Sea Systems Command.
Un bateau pneumatique semi-rigide de 4 mètres, propulsé par un moteur hors-bord de 40 ch, est rangé au milieu du navire.

## Historique
En septembre 2011, la marine philippine a publié un avis aux navigateurs et autres parties concernées (NOTAM) que le BRP Teotimo Figuracion effectuerait durant le mois un exercice de tir au large de la province de Sarangani.
En 2020 à nouveau, la National Mapping and Resource Information Authority (NAMRIA) a publié un avis annonçant que le BRP Teotimo Figuracion, le BRP Nestor Reinoso (PC-380) et le Multipurpose Assault Craft BA-484 procèderaient, du 10 au 11 décembre, à des exercices de tir dans la mer de l’ouest des Philippines, à 14,5 milles marins au sud-ouest de l’île Guntao, à Palawan.
Le BRP Teotimo Figuracion a été commandé par le capitaine Luzviminda Camacho, la première femme à être commandant d’un navire de la marine philippinne. Le patrouilleur opérait alors dans la zone du Misamis oriental à Surigao. Luzviminda Camacho a également commandé le BRP Manuel Gomez (PG-388) dans les régions de Davao et de General Santos de 2008 à 2009, le BRP Magat Salamat (PS-20) dans la zone de Maguindanao, le BRP Iloilo (PS-32) dans les zones de General Santos à Polloc à Maguindanao. Par la suite, le commandant Camacho a été en 2013 la première femme à diriger un contingent philippin dans une mission de maintien de la paix des Nations unies, le 17e contingent philippin en Haïti.